# Olho d'Água das Cunhãs
Olho d'Água das Cunhãs är en kommun i Brasilien.   Den ligger i delstaten Maranhão, i den nordöstra delen av landet, 1 300 km norr om huvudstaden Brasília. Antalet invånare är 18 505.
Följande samhällen finns i Olho d'Água das Cunhãs:
- Vitorino Freire
- Paulo Ramos

Omgivningarna runt Olho d'Água das Cunhãs är huvudsakligen savann. Runt Olho d'Água das Cunhãs är det ganska glesbefolkat, med 27 invånare per kvadratkilometer.